# 视蛋白

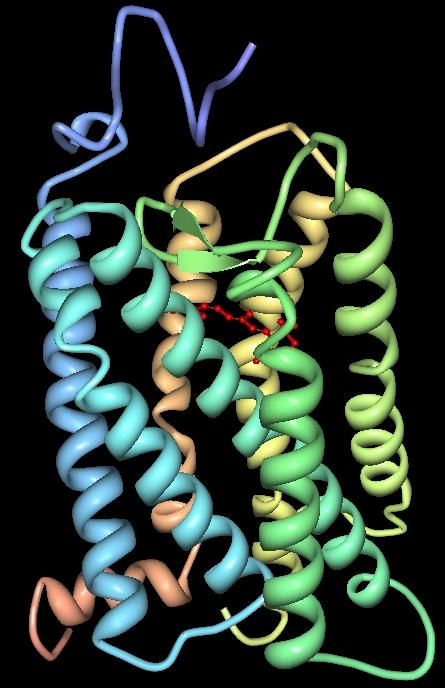
牛视紫红质的三维结构图，七个跨膜结构域显示为不同颜色，其中部的發色團显示为红色

视蛋白（英語：opsins）狭义上是指一类存在于脊椎动物感光细胞视色素中的糖蛋白，其等摩尔地与视黄醛结合后形成视青质、视紫质等而对光感应。视蛋白为 35–55 千道尔顿的跨膜G蛋白偶联受体，是具有7次跨膜特征的G蛋白偶联受体家族成员，也属 retinylidene protein 家族的一员。
此外，广义上视蛋白尚包括微生物或真菌中不與G蛋白偶联，例如一种嗜盐菌紫膜中与视黄醛结合的蛋白质。
共有五类经典的视蛋白与视觉有关，参与光线光子到电化学信号的转化，从而开始视觉信号的转导通路。有些在哺乳动物视网膜上的视蛋白，如黑视蛋白，參與了昼夜节律调解及瞳孔对光反射作用，但與视觉成像無關。

## 视蛋白分类
有两大类蛋白质都称为视蛋白：这两类之间并非同源，但趋同进化出了相似的结构和功能。

## 原核视蛋白（第一类）
I型視蛋白（也稱為微生物視蛋白）是七個跨膜結構域蛋白。它們中的大多數是離子通道或泵，而不是適當的受體，並且不與G蛋白結合。在生活的所有三個領域中都發現了I型視蛋白：古細菌，細菌和真核生物。在真核生物中，I型視蛋白主要存在於綠藻等單細胞生物和真菌中。在大多數複雜的多細胞真核生物中，I型視蛋白已被其他光敏分子替代，例如植物中的隱花色素和植物色素，後生動物（動物）中的II型視蛋白。
微生物視蛋白通常以分子的視紫紅質形式已知，即視紫紅質（廣義上）＝視蛋白+生色團。在許多種類的微生物視蛋白中，質子泵細菌視紫紅質（BR）和黃體視紫紅質（xR），氯化物泵視紫紅質（HR），光感官視紫紅質I（SRI）和感覺視紫紅質II（SRII）以及蛋白視紫紅質（PR） ），神經孢子視蛋白I（NOPI），衣原體感性視紫紅質A（CSRA），衣原體感性視紫紅質B（CSRB），通道視紫紅質（ChR）和古細菌視紫紅質（Arch）。
各種細菌類群使用幾種I型視蛋白，例如蛋白和細菌視紫紅質，通過基於非葉綠素的途徑從光中收集能量以進行代謝過程。除此之外，還有嗜鹽細菌的視紫紅質和某些藻類的通道視紫紅質。 Volvox用作光控離子通道，此外還用於光戰術用途。感覺細菌視紫紅質存在於鹽桿菌中，其通過與與G蛋白無關的換能器膜嵌入蛋白相互作用而誘導光致反應。
I型視蛋白（如通道視紫紅質，鹽視紫紅質和古細菌視紫紅質）在光遺傳學中用於打開或關閉神經元活性。如果應以更高的頻率調節神經元活動，則首選I型視蛋白，因為它們比II型視蛋白反應更快。這是因為I型視蛋白是離子通道或質子/離子泵，因此被光直接激活，而II型視蛋白則激活G蛋白，G蛋白隨後激活產生代謝產物的效應酶以打開離子通道。